# Apatúrio
Apatúrio de Alabanda foi um pintor de cenas da Grécia Antiga, cujo modo de pintar a cena do pequeno teatro de Aidim é descrito por Vitrúvio, com as críticas feitas por Licínio.
Um Apatúrio diferente e não relacionado foi um galês que, com Nicanor da Síria, assassinou Seleuco III Cerauno no século III a.C.